# Chantraine
Chantraine là một xã, nằm ở tỉnh Vosges trong vùng Grand Est của Pháp. Xã này có diện tích 6,2 km², dân số năm 1999 là 3052 người. 
Dân địa phương tiếng Pháp gọi là Chantrainois.

## Biến động dân số
| 1962                                         | 1968 | 1975 | 1982 | 1990 | 1999 |
| -------------------------------------------- | ---- | ---- | ---- | ---- | ---- |
| 2992                                         | 2998 | 3083 | 2972 | 2843 | 3052 |
| Số liệu từ năm 1962: Dân số không tính trùng |      |      |      |      |      |